# Vilém Blodek
Vilém Blodek (Prag, 3. listopada 1834. – Prag, 1. svibnja 1874.) bio je češki flautist, skladatelj i pijanist.

## Životopis
Blodek je rođen kao Vilém František Plodek u siromašnoj obitelji, pa se glazbeno obrazovao u Njemačkoj glazbenoj školi u Pragu, koju je pohađao zajedno s Alexandrom Dreyschockom. Na Praškom konzervatoriju studirao je od 1846. do 1852. godine s budućim glazbenicima, Antonínom Eiserom (flautist) i Johannom Friedrichom Kittlom (skladatelj). Završivši konzervatorij, radio je kao učitelj glazbe u Galiciji (1853. – 1855.). Povratkom u Prag, radio je kao profesor glazbe i skladao veliki broj domoljubnih pjesama. 1860. postaje profesor flaute na konzervatoriju, a 1861. je napisao i skladbu za flautu. Bio je i aktivni skladatelj kazališne glazbe za češka i njemačka kazališta. Od 1858. do smrti napisao je glazbu za preko 60 predstava u suradnji s Bedřichom Smetanom, posebno za Shakespearove predstave. 1865. oženio se svojom ućenicom,  Marijom Doudlebskom. Nakon živčanog sloma 1870., završio je u posebnoj kući za mentalno boljele, u kojoj je ostao do svibnja 1871.

## Djela

### Orkestar
- Koncertna uvertira u C-duru, op.2 (1850.)
- Uvertira u D-duru (1854.)
- Simfonija u D-duru (1858. – 1859.)
- Koncertna uvertira u E-duru (1859.)
- Uvertira u D-duru (1862.)

### Koncerti
- Koncert za flautu u D-duru (1862.)
- Skladba (naziv djela) u A-duru za dvije flaute i rokestar (?1862.)

### Glasovir
- Lípový lístek - skladba za klavir četveroručno
- Impromptu – Scherzo – Valčík – Barkarola

## Vanjske poveznice
- (češ.) Vilém Blodek: Kratki životopis  Arhivirana inačica izvorne stranice od 22. prosinca 2015. (Wayback Machine)